# Armata romană timpurie
Armata romană timpurie este prima fază prin care a trecut armata romană.

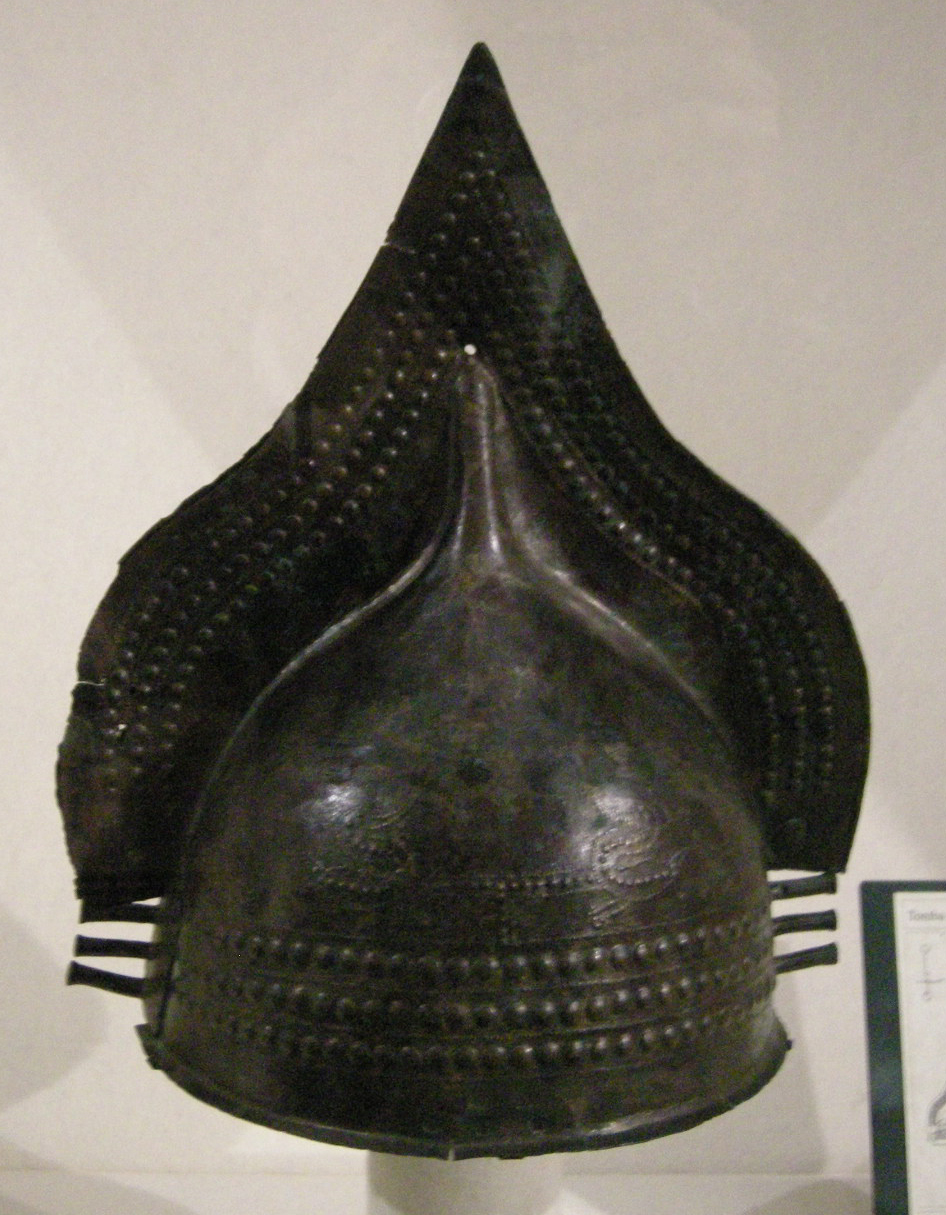
Coif de tip Villanova

Roma s-a extins lent și a fost timp de secole o comunitate ca atâtea altele care purta de asemenea războaie de mică anvergură. Armata romană arhaică era constituită  printr-o recrutare generală la nivelul proprietarilor de pământ din gentes și clientalae. 

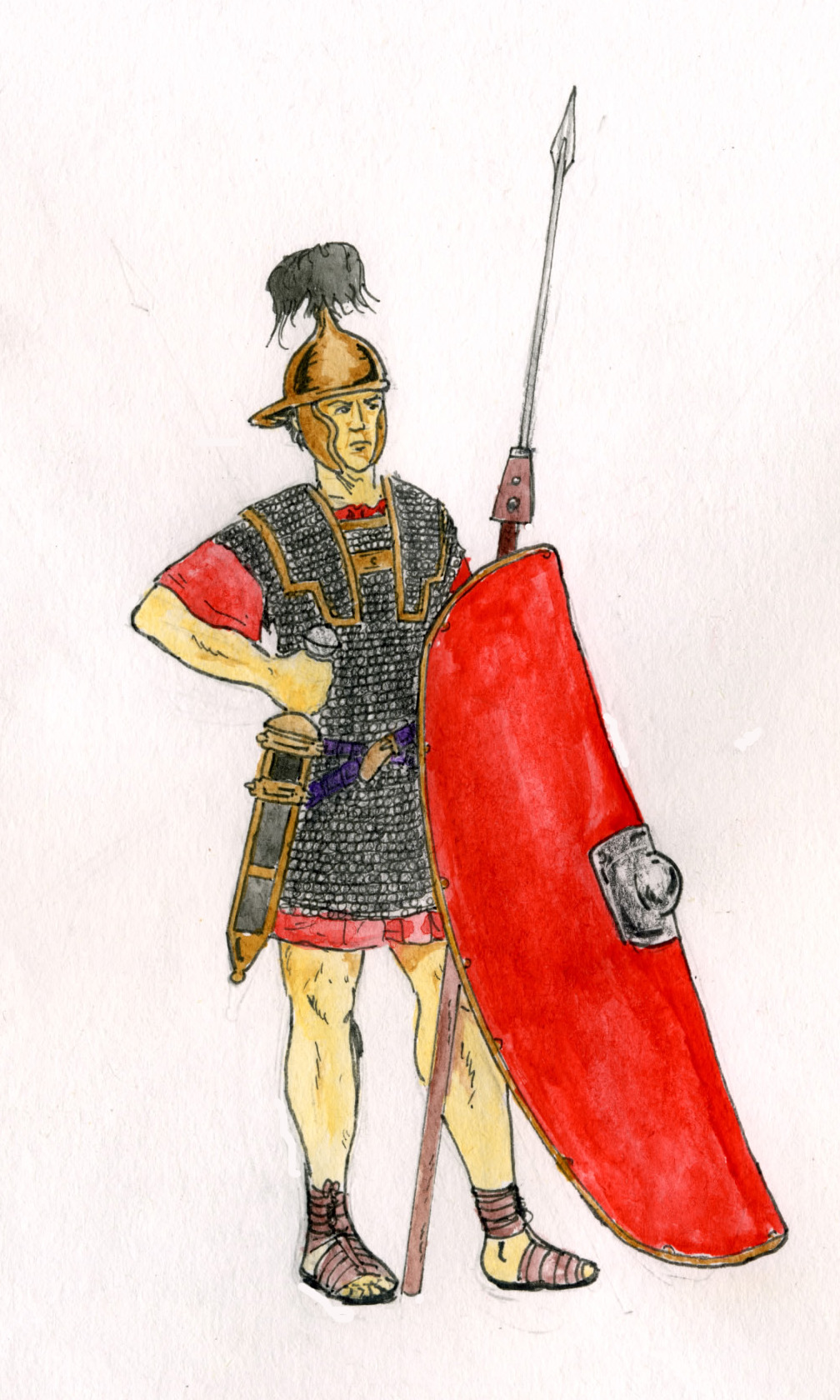
Reconstituirea imaginii unui soldat roman legionar din era republicană (500 î.Hr. - 31 î.Hr.). Are scut oval și un nou tip de cască Montefortino. Echipamentul legionarilor imperiali (31 î.Hr. - 476 d.Hr.) a fost similar, dar mult mai sofisticat

Există puține izvoare sigure despre istoria timpurie a Romei. Armata romană timpurie era organizată în trei triburi, fiecare dintre acestea oferind câte 1000 de infanteriști comandanți de un tribunus militum, plus trei escadroane formate din 100 de cavaleriști( aceștia puteau fi equites sau celeres), comandați de un tribunus celerum.  La începuturile armatei, fierul era destul de rar.
Pumnalele, spadele de bronz și lăncile au fost treptat înlocuite. Coifurile erau de modele diferite,dar poate cel mai impresionant din punct de vedere vizual era modelul Villanova. Un astfel de coif a fost descoperit la Tarquinia. Asemenea coifuri au mai fost descoperite și în alte situri funerare din centrul și nordul Italiei și datează din secolele IX-VII î.H.. Un alt tip de coif asemănător( însă fără creastă metalică) era ,,clopotul”.
Armura conținea uneori platoșă de zale. La un moment dat, romanii au adoptat falanga de la hopliți, introdusă în Italia, probabil de către coloniștii veniți din Grecia. Primul autor care a folosit termenul de ,,falangă”(,,φαλαγξ”) este Homer. Numele hopliților era derivat de la ,,hoplon”, scutul circular pe care-l aveau, cu un diametru de aproximativ 90 de centimetri. Acesta era confecționat din lemn și acoperit cu o foaie de bronz.
Aceste scuturi erau legate cu o curea de cotul stâng și ținute de mâner.Principala armă a hopliților era o lance  folosită la împuns., care avea o lungime de aproximativ 2,45 metri. O armă secundară era, de obicei o spadă scurtă. Soldații luptau în formație compactă, fiecare stând unul lângă altul și lăsând partea dreaptă descoperită, pentru ca aceasta să fie protejată cel puțin de scutul soldatului vecin.
Falanga grecească a apărut pentru prima oară în Grecia, posibil în secolul VIII î.H., deși există multe controverse. Chiar dacă coiful, scutul și armura ofereau o protecție foarte bună, luptele corp la corp erau foarte periculoase, mai ales dacă inamicii erau echipați la fel de bine și la fel de agresivi. O falangă victorioasă suferea în medie cinci procente pierdere, în special în primele rânduri.Luptele fiind foarte dure, falangele aveau în rare cazuri mai puțin de opt rânduri, deși existau cazuri în care puteau să fie chiar și patruzeci de rânduri.
Soldații din rândul doi, îi puteau străpunge pe dușmani, pe deasupra umerilor soldaților din primul rând. Restul soldaților din celelalte rânduri nu puteau participa la luptă.
Hopliții erau oameni  destul de înstăriți, deoarece își permiteau să cumpere echipament scump.Adoptarea falangei de către romani nu a dus la o abandonare a modurilor mai vechi de luptă. Gărzile de corp ale regelui erau recrutate, probabil din rândul equites.
O sursă fragmentară, dar de încredere, numită ,,Ineditum Vaticanum”, consemnează faptul că equites nu s-au remarcat până la războaiele cu samniții din secolul IV î.H. O reformă importantă a armatei a avut loc în timpul lui Servus Tullius, care a creat sistemul servian. Titus Livius și Dionysus vorbesc detaliat despre acest sistem. Valoarea averii tuturor bărbaților romani era înregistrată într-o listă de recensământ, numită census, aceștia, după avere erau repartizați în cinci clase. Aceste clase erau organizate în centurii, astfel că cei din ordinul evcestru serveau în cele 18 centurii de cavalerie.

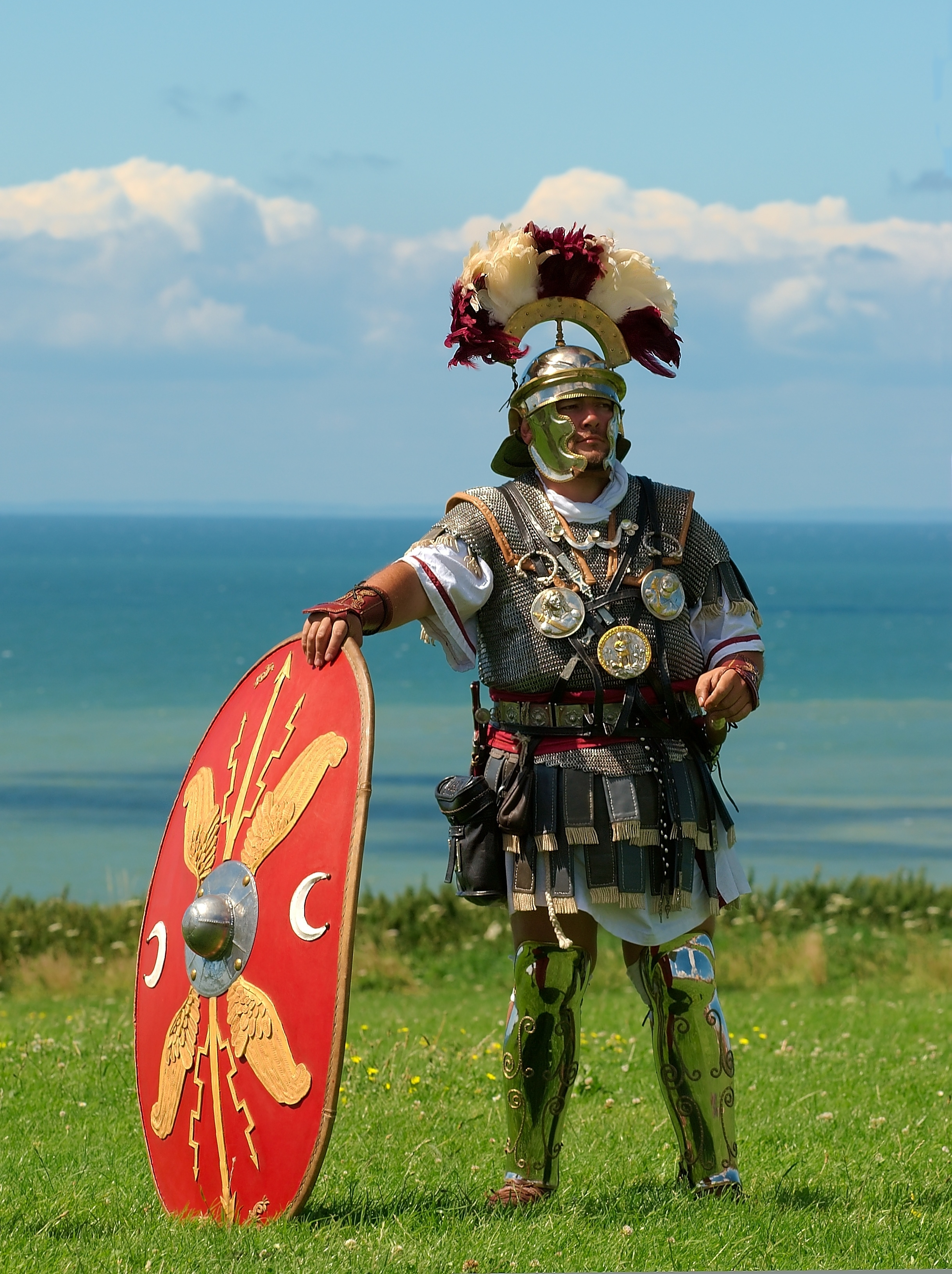
Reconstituirea imaginii unui centurion

Fiecare clasă era împărțită în centurii de seniores și juniores, după vârstă. Această organizare a mers, probabil, mână în mână cu adoptarea tacticii hopliților, deși unii istorici consideră altceva. O dată ce a apărut noua formațiune de luptă a fost nevoie de un nou echipament: clipeus(scut rotund) și sabia. Diferențele între echipamentul soldaților din clasele I-III( probabil și IV) sunt prea mici, pentru a fi semnificative.

## Războaiele cu samniții
Până ce galii nu i-au pus pe romani în situația de a-și modifica formația și armele, este cert că samniții au făcut-o.
Primul război samnit (343 î.Hr.-341 î.Hr.)
În anii 340 î.Hr., când Filip al II-lea al Macedoniei( tatăl lui Alexandru cel Mare) era ocupat cu preșii în est, războiul în Italia a izbucnit pe câmpiile Campaniei, lângă colonia grecească din Napoli. Primul război samnit a fost primul din cele trei războie pe care romanii l-au purtat tribul samniților. Acest prim război a izbucnit ca urmare a unei încercări a samniților de a se extinde spre est. În anul 343 î.H., ei i-au atacat pe sidicini, un trib mai mic de la granița de sud-vest. Sidicinii au cerut ajutor de la vecinii lor din Campania, dar aceștia au fost învinși. Cei din Campania au cerut ajutor romanilor, ceea a reprezentat pentru aceștia o problemă, deorece samniții au fost aliații lor din ultimul deceniu. Titus Livius spunea că Senatul a refuzat inițial să participe la un război contra aliaților săi. Acest lucru a forțat mâna Senatului. Trimișii Romei le-au cerut samniților să nu atace noul teritoriu roman, iar când aceștia au refuzat, a început războiul. Ambii consuli din 343 î.H., au condus războiul împotriva samniților. Marcus Valerius Corvus a fost trimis în Campania, în timp ce Cornelius Arvina a atacat regiunea Samnium. Bătălia de la Samnium a fost un eșec. Arvina a fost salvată de la dezastru de către P. Decius Mub, care a condus o parte din armată. Cu ajutorul acestuia, armata romană a reușit să scape din capcana în care a fost prinsă, iar samniții au fost învinși. Această victorie a încheiat eficient războiul, deși pace nu s-a făcut decât abia în anul 341 î.H.
Al doilea război samnit(327 î.H.-304 î.H.)
După campania din anul 340 î.H., romanii nu au mai ținut cont de samniți. Considerând că se pot lipsi de serviciile lor, ei i-au ignorat pe aliații lor în tratatul din 338 î.H..